# Deák Sándor (tanár)
Deák Sándor Elek (Léva, 1811. július 7. – Székesfehérvár, 1861. április 9.) ciszterci szerzetes, főgimnáziumi tanár.
Székesfehérváron élt és működött, nyomtatásban több munkája jelent meg.

## Művei
- Latin nyelvtan elemei az alsó gymnasium első osztálya használatára. Pest, 1853. (2. kiadás 1856. 3. k. 1865. Uo.)
- Latin nyelvtan elemei az alsó gymnasium II. osztálya használatára. Uo. 1853. (2. kiadás. Uo. 1856.)
- Latin olvasókönyv az alsó gymnasium I. és II. oszt. használatára. Uo. 1853. Két rész.
- Latin szókötés az alsó és felső tanodai ifjuság használatára. Több jeles német szerzők után. I. rész. Esettan. A III. oszt. használatára. Uo. 1853. (2. kiadás. Uo. 1859.) II. rész. Módszertan, hat függelékkel. A IV. osztály használatára. Uo. 1857.
- Latin olvasmányok az elemi tanodák IV. osztálya használatára. Uo. 1858. (2. kiad. Uo. 1862.)
- Quid potissimum causae sit, quod temporibus nostris latinae litterae in dies collabantur? és Julius Caesar évkönyvei (Székesfehéri gymn. Értesítője 1859. és 1860.)